# 伊撒·安德烈耶维奇·波列茨基
伊撒·安德烈耶维奇·波列茨基（俄语：Исаак Андреевич Борецкий，1400年前—1456年后）是大诺夫哥罗德一位波萨德尼克, 玛法·博雷斯卡娅的丈夫。1426年，伊撒·安德烈耶维奇·波列茨基与其他人一起与立陶宛大公维陶塔斯缔结了和平条约，诺夫哥罗德要赔偿立陶宛大公国一万多卢布。